# Бонанза (Джорджія)
Бонанза (англ. Bonanza) — переписна місцевість (CDP) в США, в окрузі Клейтон штату Джорджія. Населення — 4406 осіб (2020).

## Географія
Бонанза розташована за координатами 33°27′30″ пн. ш. 84°20′13″ зх. д. / 33.45833° пн. ш. 84.33694° зх. д. (33.458441, -84.336929).  За даними Бюро перепису населення США в 2010 році переписна місцевість мала площу 3,10 км², уся площа — суходіл.

## Демографія
Згідно з переписом 2010 року, у переписній місцевості мешкало 3135 осіб у 1044 домогосподарствах у складі 788 родин. Густота населення становила 1010 осіб/км².  Було 1195 помешкань (385/км²).
Расовий склад населення:
| - 68,1 % — чорних або афроамериканців - 22,7 % — білих - 2,3 % — азіатів - 0,4 % — корінних американців - 4,8 % — осіб інших рас |

До двох чи більше рас належало 1,7 %. Частка іспаномовних становила 10,6 % від усіх жителів.
За віковим діапазоном населення розподілялося таким чином: 29,8 % — особи молодші 18 років, 63,6 % — особи у віці 18—64 років, 6,6 % — особи у віці 65 років та старші. Медіана віку мешканця становила 33,4 року. На 100 осіб жіночої статі у переписній місцевості припадало 91,9 чоловіків;  на 100 жінок у віці від 18 років та старших — 83,6 чоловіків також старших 18 років.
Середній дохід на одне домашнє господарство  становив 54 991 долар США (медіана — 46 581), а середній дохід на одну сім'ю — 55 528 доларів (медіана — 46 603). Медіана доходів становила 42 368 доларів для чоловіків та 25 000 доларів для жінок. За межею бідності перебувало 16,7 % осіб, у тому числі 24,9 % дітей у віці до 18 років та 17,0 % осіб у віці 65 років та старших.
Цивільне працевлаштоване населення становило 1683 особи. Основні галузі зайнятості: транспорт — 20,6 %, освіта, охорона здоров'я та соціальна допомога — 18,1 %, виробництво — 10,6 %, науковці, спеціалісти, менеджери — 10,3 %.